# Lover of Life, Singer of Songs: The Very Best of Freddie Mercury Solo
Lover of Life, Singer of Songs: The Very Best of Freddie Mercury Solo är ett album som släpptes 2006 för att hylla minnet av den brittiske rockmusikern Freddie Mercury. Han skulle år 2006 fyllt 60 år och man släppte därför ett hyllningsalbum med hans bästa sololåtar.

## Låtlista
1. "In My Defence" [2000 Remix]
2. "The Great Pretender" [Original 1987 Single Version]
3. "Living on My Own" [1993 Radio Mix]
4. "Made in Heaven"
5. "Love Kills" [Original 1984 Single Version]
6. "There Must Be More to Life Than This"
7. "Guide Me Home"
8. "How Can I Go On"
9. "Foolin' Around" [Steve Brown Remix]
10. "Time"
11. "Barcelona"
12. "Love Me Like There's No Tomorrow"
13. "I Was Born to Love You"
14. "The Golden Boy"
15. "Mr Bad Guy"
16. "The Great Pretender [Malouf Remix]
17. "Love Kills [Star Rider Remix]
18. "I Can Hear Music [Larru Lurex, 1973 Single]
19. "Goin' Back [Larru Lurex, 1973 B-Side]
20. "Guide Me Home" [Thierry Lang, Piano Version]